# (1661) Granule
(1661) Granule es el asteroide número 1661, en el cinturón principal. Fue descubierto por el astrónomo Max Wolf desde el observatorio de Heidelberg, el 31 de marzo de 1916. Su designación alternativa es A916 FA.